# Montegioco
Montegioco (piemontesisch Monzeugh) ist eine Gemeinde in der italienischen Provinz Alessandria (AL), Region Piemont.

## Lage und Einwohner
Die Gemeinde Montegioco liegt 36 Kilometer östlich von der Provinzhauptstadt Alessandria auf einer Höhe von 448 m über dem Meeresspiegel. Das Gemeindegebiet umfasst eine Fläche von 9,8 km² und hat 271 (Stand 31. Dezember 2023) Einwohner
Die Nachbargemeinden sind Avolasca, Cerreto Grue, Costa Vescovato, Monleale, Montemarzino und Sarezzano.

## Geschichte

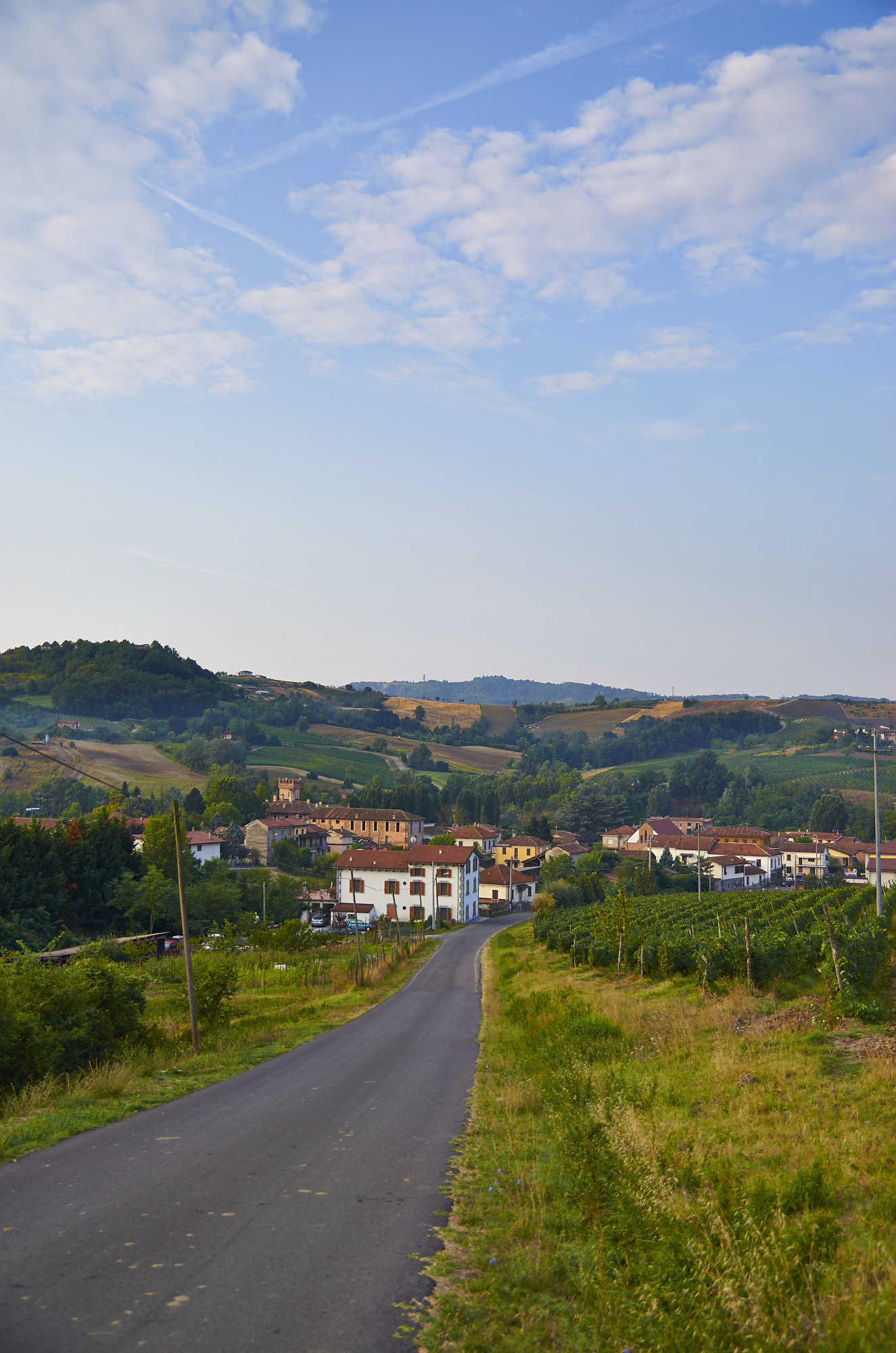
Die Fraktion Palazzo

Der Ortsname ist erst ab 1257 durch die Formen „Monsiocum“, „Monsyochum“ und „Monteiocho“ belegt. Seine Ursprünge reichen bis ins Mittelalter zurück. Bestimmte Nachrichten bezüglich seiner Besiedlung gehen auf das Jahr 1152 zurück, als Baldobuono und Nantelmo di Montegioco einen Teil der Miete eines Hauses an Santa Maria del Senatore abtraten. Papst Alexander III. bestätigte mit einer päpstlichen Bulle aus dem Jahr 1180 den Besitz der dortigen Vermögenswerte durch die Kirche Santa Maria del Foro. 
Im Jahr 1312 wurde es in den Frieden zwischen Guelfen und Ghibellinen einbezogen, den Guido und Mosca della Torre schlossen, die anordneten, dass ihnen sowohl die Burg als auch der Standort übergeben werden sollten. Im 15. Jahrhundert gehörte es der ghibellinischen Familie Opizzoni, doch bis 1566, dem Jahr, in dem das Lehen frei wurde, rehabilitierte sich das Dorf, indem es seine Autonomie für die nächsten achtzig Jahre aufrechterhielt.
Im Jahr 1647 ließ sich die Herrschaft der Markgrafen Bussetti dort nieder. Die Familie Bussetti erhielt außerdem kaiserliche Investiturrechte für die Dörfer Segagliate, Palazzo Bussetti und Pragasso. 1798 wurde eine republikanische Gemeinde gegründet. Durch königlichen Erlass von 1818 wurde die Gemeinde Montegioco in den Bezirk Volpedo eingegliedert.

## Sehenswürdigkeiten
- Die Pfarrkirche Mariä Himmelfahrt.
- Die Überreste des Oratoriums San Fortunato. Es ist nur noch ein Teil der Apsis erhalten. Zum Schutz des verbliebenen Mauerwerks wurde ein Vordach errichtet.[3]
- Die alte Burg, heute ein Privathaus, das mehrmals restauriert wurde.
- Einen alten, zinnenbewehrten Turm mit schmalen Öffnungen im neugotischen Stil bewahrt.
- Der Bussetti-Palast aus dem 17. Jahrhundert, erbaut von der gleichnamigen Familie, die im 17. Jahrhundert vor Ort regierte.